# 吉勒博阿 (紐約州)
吉勒博阿（英語：Gilboa）是一個位於美國紐約州斯科哈里縣的鎮。

## 人口
根據2020年美國人口普查的數據，吉勒博阿的面積為153.80平方千米，當中陸地面積為149.72平方千米，而水域面積為4.08平方千米。當地共有人口1111人，而人口密度為每平方千米7人。